# Arthur Nikolaus Witt
Arthur Nikolaus Witt, auch Klaus Witt, Klaas achter de Möhl (* 10. Oktober 1890 in Damp, Provinz Schleswig-Holstein, Königreich Preußen; † 26. April 1964 in Flensburg) war ein deutscher Studienrat, niederdeutscher Schriftsteller und Heimatforscher.

## Leben
Witt kam aus einer in Angeln und Schwansen ansässigen Familie. Einer der Vorfahren namens Everinus Witte stammte aus Eckernförde und arbeitete als Konrektor an der Domschule Schleswig und ab 1641 als Pastor in Nübel. Die übrigen Vorfahren beider Elternteile waren Bauern und Kleinbürger.
Witt war ein Sohn des Lehrers Nicolaus Johann Witt (* 20. Juni 1853 in Bellig; † 11. Februar 1924 in Arnis) und dessen Ehefrau Meta Maria, geborene Ewald (* 22. Mai 1856 in Scheggerott; † 14. Dezember 1919 in Arnis). Er wuchs in Damp auf und besuchte das Alte Gymnasium von Flensburg, das er 1910 mit dem Abitur verließ. Anschließend studierte er Germanistik, Geschichte und Geographie in München und Kiel. Ab dem Wintersemester 1912/13 arbeitete er als wissenschaftlicher Hilfsarbeiter am Schleswig-Holsteinischen Wörterbuch bei Otto Mensing mit.
1913 legte Witt das Reichssportabzeichen ab und bestand die Prüfung für Turnlehrer. 1914 wurde er in Kiel mit einer von Felix Rachfahl betreuten Dissertation über Die Verlehnten von Lübeck zum Dr. phil. promoviert; zugleich legte er das Staatsexamen ab. Im selben Jahr wurde er zum Kriegsdienst einberufen. Er erlitt eine lebensbedrohliche Schädelverletzung, aufgrund derer er 1918 aus dem Heer entlassen wurde.
Ab 1920 unterrichtete er in Apenrade. Nachdem Apenrade in Folge der Volksabstimmung in Schleswig dänisch geworden war, zog er nach Flensburg, wo er von 1921 bis 1942 als Studienrat tätig war. Von 1941 bis 1945 arbeitete er als Pressereferent der Stadt Flensburg.
Witt war verheiratet mit Dorothea Anna Auguste Nehls (* 26. August 1895 in Plön), mit der er zwei Söhne hatte.

## Kulturelles Wirken
Witt schrieb umfangreich zumeist über Heimatgeschichte, Familienforschung, niederdeutsche Dichtung und niederdeutsches Theater. Sein Sohn Ernst erstellte eine Bibliographie, die ohne die vielen Theaterkritiken und Buchrezensionen 244 Arbeiten aufführt. Außerdem war er Mitherausgeber mehrerer niederdeutscher Zeitschriften. Er verfasste auch Gedichte. Seine Gedichtesammlung Kinnerhöög up Dörpen fand eine größere Leserschaft. Er arbeitete dabei formal und inhaltlich wie Klaus Groth, orientierte sich sprachlich aber an der Südschleswiger Mundart. Er schrieb zudem Theaterstücke für Schüler und Kinder.
Witt machte sich darüber hinaus als Organisator und Initiator verdient. 1920 rief er gemeinsam mit Paul Cruse die „Flensborger Speeldeel“ ins Leben, die sich nach seiner Idee nach kurzer Zeit in die Niederdeutsche Bühne Flensburg umbenannte und für die er viele Jahre die Geschäfte führte. 1924 gründete er den Niederdeutschen Bühnenbund und übernahm für diesen die Leitung zahlreicher Bühnentage in anderen niederdeutschen Städten. Bis zu seinem erzwungenen Rücktritt 1934 leitete er als gewählter Obmann den Bühnenbund. Sein nun vom Gaukulturwart der NSDAP ernannter Nachfolger wurde Ivo Braak. Dabei sah Witt durchaus ganz im Sinne der Niederdeutschen Bewegung das Niederdeutsche als Waffe des „Deutschtums“ im „Grenzkampf“.
Witt sammelte und legte damit die Grundlage für das „Theater- und Musikarchiv der Stadt Flensburg“. Das Stadtarchiv übernahm dieses 1942 als besondere Abteilung mit Witt als ehrenamtlichem Leiter. Das systematisch geordnete Archiv enthielt für den Zeitraum von circa 1890 bis 1960 Plakate, Fotos, Zeitungsausschnitte, Programme, Nachlässe einzelner Künstler und von Witt erstellte Buchauszüge.

## Werke
- Die Verlehnten in Lübeck. Erster Teil. Lübeck: Rathgens 1916, zugl.: Kiel, Phil. Diss., 1914 (Teilabdruck aus der Zeitschrift des Vereins für Lübeckische Geschichte und Altertumskunde 18 (1916), S. 157 ff.)

Digitalisat, HathiTrust
Die Verlehnten in Lübeck. Zweiter und Dritter Teil. In: Zeitschrift des Vereins für Lübeckische Geschichte und Altertumskunde 19 (1918) (Digitalisat), S. 39 ff. / 191 ff.

- Eine Tondernsche plattdeutsche Predigt aus dem Jahre 1621. In: Die Heimat. Monatsschrift des Vereins zur Pflege der Natur- und Landeskunde in Schleswig-Holstein, Hamburg, Lübeck und dem Fürstentum Lübeck. Bd. 38 (1928), Nr. 7, Juli 1928, S. 161–164 (Digitalisat).
- Flensburger Theaterleben vom 16. Jahrhundert bis zur Gegenwart. Flensburg 1953.
- Schleswigsche Barockspiele: In Einführungen, Teilabdrucken und Erläuterungen der Gegenwart nahegebracht. Flensburg: [Selbstverlag] 1962.
- Ünner’n Wiehnachtsboom: Plattdeutsche Weihnachtsgeschichten, Hrsg. Anne-Marga Sprick, Autoren: Theodor Storm, Pastor Lensch, Peter Rosegger, Gustav Frenssen, Wilhelm Lobsien, Klaus Witt, Agnes Miegel, Christian Kock, Emil Duborg und Klaus Groth, Boyens Buchverlag, Heide 2004, ISBN 978-3-9810912-1-2

### Bibliographie
- Ernst Witt: Bibliographie Klaus Witt. In: Jahrbuch der Heimatgemeinschaft des Kreises Eckernförde 23 (1965), S. 25–35.